# Barahona (República Dominicana)
Barahona es un pueblo ubicado al suroeste de la República Dominicana en la provincia de Barahona, sobre la bahía de Neiba. Es uno de los pueblos más importantes de la parte sur de la isla, con un puerto de intensa actividad y una amplia oferta de atracciones ecoturísticas. Es además un centro azucarero e industrial. Cuenta con una población de más de 130 000 personas, lo que hace de esta ciudad un importante punto de la región sur para proyectos futuros.

## Toponimia
El nombre Barahona tiene su origen en el apellido de los primeros colonos españoles que llegaron a la región en los años 1490. Hay dos teorías principales sobre su toponimia:
1. Apellido de colonos procedentes de España   Tras la llegada de Cristóbal Colón, se asentaron en la costa suroeste de la isla varios hermanos con el apellido Barahona: Francisco, Gabriel, Luis y Juan de Barahona. Muchos de ellos provenían de la villa de Baraona (provincia de Soria, España) y dieron su apellido al asentamiento en honor a su lugar de origen. La ciudad se llamó originalmente Santa Cruz de Barahona en referencia a ellos WikipediaWikipedia.
2. Hibridación de “Bahía” y “Honda”   Existe también una hipótesis, menos documentada, que sugiere que “Barahona” deriva de la contracción de Bahía Honda (la antigua denominación de la bahía de Neyba, donde se asienta la ciudad). Sin embargo, esta versión carece de respaldo histórico sólido y se considera secundaria frente al origen personalista

pero tampoco está verificado.

## Límites
Municipios limítrofes:
|               | Norte: Fundación | width ="35% center" \| |
| Oeste: Cabral |                  | Este: Mar Caribe       |
|               | Sur: La Ciénaga  |                        |

## Distritos municipales
Está formado por los distritos municipales de:
| Nombre        | Código   |
| ------------- | -------- |
| Barahona      | 06040101 |
| El Cachón     | 06040102 |
| La Guázara    | 06040103 |
| Villa Central | 06040104 |

## Historia
Antes de su descubrimiento, la República Dominicana era un «nitainato» del Cacicazgo de Jaragua (indio taíno), gobernado por Bohechío, quien estaba sentado donde Port-au-Prince actualmente. La construcción del Valle de Barahona en el distrito de Neyba empezó bajo las órdenes del Gral. Toussaint Louverture en 1802. Durante este tiempo, fue declarado un poste militar en el Común de Azua.
En 1907, las denominaciones territoriales de cantones y distritos marítimos fueron abolidos y substituidos por los términos comunas y provincias respectivamente, mientras Barahona fue promovido a esta categoría el mismo año.
La junta revolucionaria conocido como «El Salvador» fue fundada en Barahona por radicales cubanos con el propósito de movilizar recursos financieros para aguantar la emancipación; quienes cumplieron con su propósito alentados por el movimiento de independencia en Cuba de España. Aún el presidente Ulises Heureaux (Lilis) secretamente proveyó dinero y armas a patriotas cubanos y continuamente apuntaba que España es mi esposa, y Cuba mi amante, y desde las costas de Barahona, armas fueron llevadas a Cuba.
Entre 1916 y 1924, la presencia estadounidense en la provincia influía en la siembra de caña y la construcción de la hacienda. En 1927, empezó la primera compañía de aviación en las Antillas. El servicio fue inaugurado entre las ciudades de Barahona, Santa Cruz, San Juan, Puerto Rico, Santo Domingo y Port-au-Prince Haití.

## Geografía y clima
La provincia de Barahona cubre 1639.42 kilómetros cuadrados y tiene una población de 179 239 habitantes. Está ubicada en la parte suroeste de la República Dominicana. La provincia empieza donde la Punta Martín García que forma parte de la Valle de Neyba donde el río Yaque del Sur desborda. Al sudoeste de Barahona está el Mar Caribe. La provincia de Pedernales está ubicada a su oeste, Independencia al norte, y la provincia de Azua a su este. Antes del descubrimiento de América, Barahona pertenecía a los Cacicazgo de Jaragua, bajo el dominio de Anacaona y Enriquillo, este último un símbolo de libertad. La ciudad de Barahona está ubicada sobre la costa del Mar Caribe, a 204 kilómetros de Santo Domingo. La temperatura anual promedio es de 26 °C, con una lluvia anual promedio de 655/2296 mm (milímetros).
| Parámetros climáticos promedio de Santa Cruz de Barahona | Parámetros climáticos promedio de Santa Cruz de Barahona | Parámetros climáticos promedio de Santa Cruz de Barahona | Parámetros climáticos promedio de Santa Cruz de Barahona | Parámetros climáticos promedio de Santa Cruz de Barahona | Parámetros climáticos promedio de Santa Cruz de Barahona | Parámetros climáticos promedio de Santa Cruz de Barahona | Parámetros climáticos promedio de Santa Cruz de Barahona | Parámetros climáticos promedio de Santa Cruz de Barahona | Parámetros climáticos promedio de Santa Cruz de Barahona | Parámetros climáticos promedio de Santa Cruz de Barahona | Parámetros climáticos promedio de Santa Cruz de Barahona | Parámetros climáticos promedio de Santa Cruz de Barahona | Parámetros climáticos promedio de Santa Cruz de Barahona |
| Mes                                                      | Ene.                                                     | Feb.                                                     | Mar.                                                     | Abr.                                                     | May.                                                     | Jun.                                                     | Jul.                                                     | Ago.                                                     | Sep.                                                     | Oct.                                                     | Nov.                                                     | Dic.                                                     | Anual                                                    |
| -------------------------------------------------------- | -------------------------------------------------------- | -------------------------------------------------------- | -------------------------------------------------------- | -------------------------------------------------------- | -------------------------------------------------------- | -------------------------------------------------------- | -------------------------------------------------------- | -------------------------------------------------------- | -------------------------------------------------------- | -------------------------------------------------------- | -------------------------------------------------------- | -------------------------------------------------------- | -------------------------------------------------------- |
| Temp. máx. media (°C)                                    | 31                                                       | 31.1                                                     | 33.2                                                     | 33.3                                                     | 33.6                                                     | 33.5                                                     | 33.8                                                     | 33.6                                                     | 32.9                                                     | 32.7                                                     | 31.4                                                     | 31                                                       | 32.6                                                     |
| Temp. media (°C)                                         | 27                                                       | 27                                                       | 28.6                                                     | 28.8                                                     | 28.6                                                     | 28.5                                                     | 28.8                                                     | 27.6                                                     | 27.6                                                     | 27.1                                                     | 27.1                                                     | 27.1                                                     | 27.8                                                     |
| Temp. mín. media (°C)                                    | 22                                                       | 22                                                       | 23.4                                                     | 23.5                                                     | 23.5                                                     | 23.6                                                     | 24                                                       | 24                                                       | 23.6                                                     | 23                                                       | 23                                                       | 22.1                                                     | 23.1                                                     |
| Precipitación total (mm)                                 | 97                                                       | 95                                                       | 95                                                       | 99                                                       | 106                                                      | 127                                                      | 136                                                      | 136                                                      | 143                                                      | 139                                                      | 136                                                      | 122                                                      | 1431                                                     |
| [cita requerida]                                         |                                                          |                                                          |                                                          |                                                          |                                                          |                                                          |                                                          |                                                          |                                                          |                                                          |                                                          |                                                          |                                                          |

## Economía
Actualmente, Barahona tiene una economía mezclada que combina agricultura, ganadería, minería y turismo, con un puerto industrial y una zona libre dedicada a producción textil. Entre las compañías más importantes en la zona son: CEMEX Dominicana que explota yeso de una mina, Rica con producción láctea, el Consorcio Azucarero Central con la producción de azúcar, EGE Haina con la producción de energía eléctrica, Wilbes Dominicana con zonas de intercambio libre y Block Khoury que produce y exporta materiales de construcción. Agricultura y la producción de caña, plátanos, café, frutas, sorgo, ñame, yautía y otros, en la ganadería, predomina el engorde de reses y caprinos para carne, venta del cuero y la creciente producción láctea, en la minería la extracción de larimar, mármol, yeso, alabastro, caolín (para la producción de botellas), sal mineral y materias de construcción, cuentan entre las actividades principales de Barahona.
El 30 de enero de 2024 fue inaugurada por Grupos Ramos La Sirena dentro de la Plaza Comercial El Encanto. Esta plaza comercial puede considerar como una de las primeras en cuanto a modernidad en la provincia de Barahona, tanto por su estructura, oferta y servicios. Representando un nuevo modelo de consumo de la ciudad. 
El establecimiento no solo dinamiza el comercio local, sino que también genera empleos directo e indirectos, impulsa el emprendimiento a través del alquiler de locales y mejora el entorno urbano circulante. Entre algunos de los negocios que forman parte de la plaza comercial se encuentran VitaSalud, Caribe Express, Domino's Pizza, farmacia lembeth, Referencia Laboratorio Clínico Y Miniso. Desde 2025 se han visualizado nuevos apartados destinados a un nuevo local comercial, por parte de Block Khoury.

## Arquitectura
La ciudad tiene un patrimonio arquitectural interesante, representado por una serie de edificios de estilo vernáculo, concentrado principalmente en las áreas urbanas más viejas. Entre los edificios que representan Barahona, se puede mencionar el Arco de Triunfo, que da la bienvenida a visitantes y que fue construido durante la era de Trujillo. La catedral Nuestra Señora del Rosario, construida en 1948, al lado de la casa curial, tiene una campanada que sobrepasa el edificio entero.
El Palacio Municipal ubicado frente al Parque Central fue construido en 1935 y tiene una torre con un reloj, convirtiéndose en uno de los iconos de la ciudad.
La iglesia antigua, construida en 1952, era la primera iglesia construida de block, con una bella arquitectura y áreas verdes bellas. El Hotel Guarocuya fue construida en 1959, durante la era de Trujillo y el Ingenio Azucarero, que construcción empezó en 1918, al mismo tiempo que la construcción del barrio conocido como El Batey (hoy Villa Central), donde todavía puede encontrar casas de madera de las personas quienes trabajaban a nivel gerencial, con techos a dos aguas, montados sobre pilotes. El uso correcto de áreas verdes debe ser resaltado también. El edificio de los bomberos fue construido al inicio de los 1900 y todavía contiene la misma estructura como una serie de objetos del inicio del último siglo.

## Arte
La ciudad de Barahona dio a luz dos de las más importantes estrellas del mundo del espectáculo: María Montez, cuyo nombre fue inmortalizado en el aeropuerto internacional de la ciudad; y Casandra Damirón, en aras de quien fueron institucionalizadas las Otorgas Casandras en 1984 por la Asociación de Críticas de las Artes que reconoce el talento de artistas dominicanas.
María Montez, actriz, nació en 1912 con el nombre de María África García Vidal, llegando al estrellato en Hollywood y en el cine europeo. Se casó con el actor francés Jean Pierre Aumont, con quien dio a la luz una hembra llamada Tina Aumont. María Montez trabajó tanto en el cine como en el teatro, y también escribió poesía y canciones. Murió en París en 1951. La otra estrella, Casandra Damirón, nació en 1919 y empezó a actuar a la edad de seis años en el teatro La Unión en Barahona. En los cuarenta, empezó a cantar en Santo Domingo en la emisora La Voz del Yuna y en La Voz Dominicana. Casandra hizo que el merengue y la música dominicana fueran conocidos en Europa, los Estados Unidos y otros países iberoamericanos, acompañada por su grupo de bailadores de canciones folclóricas. Murió en Santo Domingo en 1983.
Además de artistas en el mundo del espectáculo, Barahona también tiene una activa comunidad de artistas literarios, plásticos, piedras de larimar, metales, cáscaras, fibras naturales, etc.; estas últimas ubicadas principalmente en Bahoruco y en los barrios de la costa y en el centro.

## Gastronomía
A pesar de que Barahona está situada a orillas del mar Caribe, el consumo de peces y camarones provienen del río y la laguna de agua dulce. Del mar se prefieren los crustáceos, como el cangrejo, el lambí y la langosta preparados al limón, al ajillo o guisados. Ya que el plátano barahonero es el de mejor calidad y tamaño del país, es la guarnición por excelencia, ya sea frito, hervido, mangú (puré) y asado si está maduro. El rancho o sancocho (salcocho) de habichuela, con carne de res, gallina, chivo y cerdo, el asopado de camarones, los peces de la laguna como la tilapia y la biejaca hervida o guisada, la cacerola de chivo o de res, son el conjunto de platos preferidos por los habitantes de la región.

## Transporte
En Barahona hay 5 transportes terrestres:
- Motoconchos: son personas dependientes que tienen como vehículo un motor con capacidad para 2, su trabajo es llevar el transeúnte a su destino, el monto es fijo, pero puede variar según la distancia recorrida, el número de pasajeros y si lleva algún equipamiento que transportar: normalmente se los distingue por llevar casco y un chaleco verde, rojo o naranja. El monto por lo general ronda entre 50 y 100 pesos dominicanos ($0.83-$1.66 USD) por persona, en 2025.
- Carrosconcho (pamparita): son vehículos pequeños con espacio para 3 personas; tienen igual función de transporte y una mayor comodidad, así como un precio fijo de 100 pesos dominicanos ($1.66 USD) actualmente 2025.
- Taxis: es el transporte común en el mundo, es inusual verlos en las calles, mayormente están parados en lugares específicos como centros comerciales, restaurantes, negocios por lo que se recomienda investigar sobre el número de alguna compañía destinada al transporte. Los precios varían dependiendo de la distancia y el número de personas.
- Minibuses: tienen como función llevar a los pasajeros de un pueblo a otro.
- Autobuses: en su mayoría, las carreteras son de dos carriles y entre las ciudades más importantes hay un flujo de vehículos muy fuerte, manejar con precaución. Las guaguas (autobuses) cubren todas las rutas del país y se pueden abordar directamente en la carretera o en las terminales de las empresas, los precios de la transportación. Existen empresas como CaribeTour, Sinchomiba y Entraba.

## Educación
En Barahona existen escuelas, y universidades públicas, privadas, liceos y liceos técnicos.
Centros educativos
- Caritas Felices.
- Centro Amanecer Infantil.
- Centro Educativo Infantil Cenedi.
- Centro Educativo Jardín de Las Abejitas.
- Colegio Apocalipsis.
- Colegio Barney N. Morgan. (cerrado permanentemente).
- Colegio Betesda.
- Colegio Divina Pastora.
- Colegio Episcopal La Redención.
- Colegio Juan Pablo Duarte Blanquizales.
- Colegio Nuevo Jardín.
- Colegio Tía Teresa.
- Escuela Básica Leonor Feltz.
- Escuela Carlos Julio Tejeda Ortiz.
- Escuela Carlos Julio Tejeda Ortiz
- Escuela Club de Leones.
- Escuela Divina Pastora.
- Escuela Inicial y Básica Los Lirios.
- Escuela María Auxiliadora.
- Escuela María Auxiliadora Barahona.
- Escuela Nuevo Jardín.
- Escuela Parroquial Cristo Rey Nocturna.
- Escuela Parroquial La Altagracia.
- Escuela secundaria Cristo Rey.
- Instituto de Las Hijas de María Auxiliadora.
- Escuela Nuevo Jardín.
- Escuela Don Bosco.
- Colegio Apocalipsis.
- Colegio Espinal la Redención.
- Colegio Apocalipsis.

Liceos
- Liceo Ramón Oviedo.
- Liceo Politécnico DR Federico Henríquez y Carvaj.
- Liceo Católico de Barahona (Licateba).
- Liceo José A. Robert.
- Politécnico en arte Ramón Oviedo.
- Liceo Ramón Oviedo.
- Liceo Matias Ramón Mella de Pescaderia
- Liceo Prof. Luciana Méndez M.
- Liceo Académico Apolonia Ledesma.

Centros universitarios
- Universidad Católica Tecnológica de Barahona (UCATEBA).
- Recinto UASD Barahona.
- Centro Universitario Regional del Suroeste.

## Deporte
En Barahona, La perla de sur, tenemos una variedad de deportes tales como:
Surf
Barahona es el destino principal de los surfistas aficionados. Las playas recomendadas son: Barranca, Bahoruco, Ciénaga, San Rafael, Paraíso y Los Patos. La Federación Dominicana de Surf ha organizado varios eventos importantes en estas playa.
Mountain bike
Desde exuberantes parques nacionales abrazados por montañas hasta senderos forestales que conducen a cuevas y caminos montañosos hasta plantaciones de café, Barahona es ideal para aventuras en bicicleta de montaña.
Canopy
El Canopy Tour se extiende por unos 1000 metros y ofrece 10 plataformas estratégicas dentro de la selva tropical. Esta emocionante excursión permite flotar a través de las copas de los árboles, sobre los ríos y las infinitas extensiones verdes.
Senderismo
La provincia de Barahona cuenta con diversas rutas ecológicas para practicar senderismo y montañismo. Mediante esto se incentivan los atractivos turísticos aparte de playa y sol, así como la conservación de los recursos naturales e involucrar a las comunidades en el engranaje turístico. Algunos senderos importantes son: El Sendero de la Virgen, Sendero Cafeto Madre, Sendero La Factoría y La Bici-Ruta.
Tubing
Es una actividad recreativa donde se realizan paseos individuales en la parte superior de un tubo, atravesando las rápidas aguas del río Nizao. Es una combinación de acción, naturaleza y una experiencia de aventura única.
Velerismo
En la provincia de Barahona, el velerismo tiene una tradición en cuanto a las regatas y participación en competencias de veleros deportivos que van desde categorías infantiles hasta olímpicas, lo que permite un rango de edad y nivel socioeconómico más grande e incluyente.
Parapentes
El vuelo en parapentes, una manera de poner la adrenalina a prueba, es la nueva propuesta que ofrece Barahona a sus visitantes. Uno de los elementos que destacan los especialistas en la práctica de vuelo de parapentes es el tipo de viento que tiene Barahona, al que califican de viento laminado. Este viento se origina en el mar, choca con las montañas y no tiene turbulencia, permitiendo que el vuelo sea tranquilo y dinámico.
Motocross
El motocross es un deporte extremo que combina la velocidad con la destreza necesaria para controlar la motocicleta ante las irregularidades del terreno, con curvas cerradas, montículos, baches y cambios de rasante, y sobre una superficie de tierra que, generalmente, se encuentra embarrada con la finalidad de evitar el peligro que supone el polvo.
Snorkel
Los puntos de snorkel en Barahona ofrecen la oportunidad de nadar en aguas cristalinas repletas de simpáticos peces encantados de darle la bienvenida a su maravilloso arrecife. Además, la temperatura del agua es ideal para esta actividad durante todo el año.
Scuba diving
La provincia de Barahona es dueña de un impresionante y mágico mundo submarino con extraordinarias condiciones naturales y arqueológicas en las que abundan admirables arrecifes coralinos, cuevas, galeones, pecios y una fantástica fauna multicolor, todas dignas de explorar y admirar.
Zipline
Es una excelente manera de disfrutar de una vista panorámica del espléndido paisaje de Barahona. Esta corta pero escénica aventura lleva por un río prístino a medida que se desliza por los bosques tropicales, donde se pueden observar las grandes alturas y las selvas tropicales que dominan las costas.
Jet ski
El principal atractivo de este deporte acuático es la liberación de estrés y adrenalina combinado con la concentración y coordinación requerida para su práctica. Todo ello se suma al interés de conocer lugares inhóspitos como playas y calas donde el único acceso es a través del mar, apreciando las aguas cristalinas y la deslumbrante vista.
Además de otros, como:
- Beisbol
- Karate
- Boxeo
- Ciclismo